# Dassault Falcon 900
Dassault Falcon 900 — реактивный административный самолёт с тремя расположенными сзади двигателями. Выпускается компанией Dassault Aviation. Опытный образец самолёта совершил свой первый полёт в 1984 году. В 2008 году эксплуатировалось порядка 130 самолётов семейства Falcon 900EX.

## Конструкция
Falcon 900 является развитием Falcon 50, который в свою очередь является развитием более раннего Falcon 20. В конструкции Falcon 900 широко использованы композитные материалы, что привело к существенному снижению веса по сравнению с предшествующими моделями.
Происхождение самолета от Falcon-50 очевидно, но за ним скрываются многочисленные доработки. Фюзеляж стал длиннее и шире, что сделало салон существенно более комфортным и позволяет этому самолету перевозить от 12 до 14 пассажиров (против восьми пассажиров у Falcon 50). Авионика полностью цифровая. Компьютерное проектирование и производственные процессы с использованием системы CATIA компании Dassault Systems позволили инженерам спроектировать, и создать конструкцию и обеспечить высокие аэродинамические характеристики этого самолета с исключительной точностью. 
Значительная часть производства (фюзеляж и крылья, т.е. 65% от общего объема) выполнялась собственными силами, а остальные задачи были поручены различным подрядчикам партнерам. Окончательная сборка и летные испытания происходят в Мериньяке, где Falcon 900 впервые поднялся в воздух 21 сентября 1984 года с  пилотами Эрве Лепренс-Ренге и Жеромом Резалем в кабине.
Модификации базовой версии включают в себя Falcon 900-B с увеличенной дальностью полета и Falcon 900EX с  улучшениями в двигателях и дальности полета, а также полностью стеклянной кабиной экипажа. Falcon 900C является развитием Falcon 900EX и заменяет Falcon 900B. Более поздние версии — Falcon 900EX EASy и Falcon 900DX. На выставке EBACE 2008 компания Dassault анонсировала еще одну разработку серии 900: Falcon 900LX, включающую высоко технологичные смешанные винглеты, разработанные американской компанией Aviation Partners Inc.
В 2023 году цена 900LX с оснащением составила 44,7 миллиона долларов.
По всему миру было поставлено 160 самолетов Falcon версий 900 и 900 B. Версия Falcon 900EX присутствует на рынке с 1996 года.

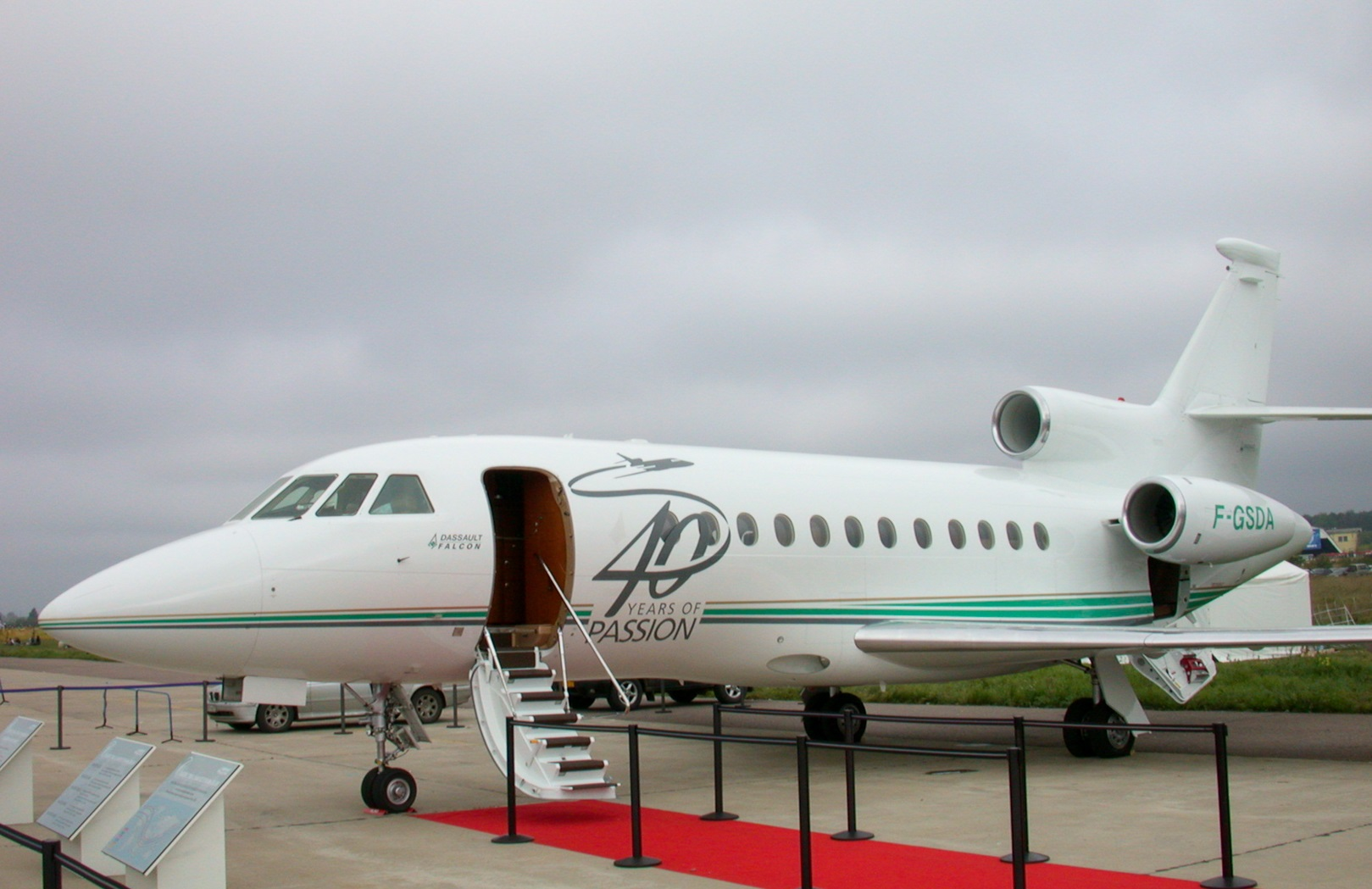
Dassault Falcon 900LX на авиасалоне МАКС в 2003 году

## Варианты
Falcon 900 - базовая версия, производящаяся с 1984 года. Самолет оснащен тремя двигателями Garrett TFE731-5AR-1C каждый мощностью 2040 кгс. Был сертифицирован французскими и американскими властями в 1986 году.
Falcon 900 MSA - версия морского патрульного самолета для береговой охраны Японии. Этот вариант оснащен поисковым радаром и люком для сброса спасательных средств.
Falcon 900B - переработанная базовая версия 1991 года. Оснащен двигателями Garrett TFE731-5BR-1C мощностью 21,13 кН (2150 кгс).
Falcon 900C - обновленная версия 900B. Самолет представлен в 2000 году.
Falcon 900EX - версия с увеличенной дальностью полета (8 340 км) и более мощными двигателями Garrett TFE731-60 каждый мощностью 22,24 кН (2268 кгс). Кабина оборудована современной авионикой Honeywell серии Primus. Самолет введен в эксплуатацию в 1996 году.
Falcon 900EX EASy - версия с увеличенной дальностью полета, отличие от версии EX в использовании новой авионики производства Honeywell и Dassault Systems Primus Epic EASy.
Falcon 900DX - версия EX с уменьшенной дальностью полета.
Falcon 900LX - современная версия EX с усовершенствованными законцовками крыла (blended winglets). Дальность полета - 8 800 километров.
VC-900A - обозначение версии EX для ВВС Италии.
VC-900B - обозначение версии EX EASy для ВВС Италии.
Envoy IV - обозначение версии LX для ВВС Великобритании, на вооружении с 2022 года.

## Операторы

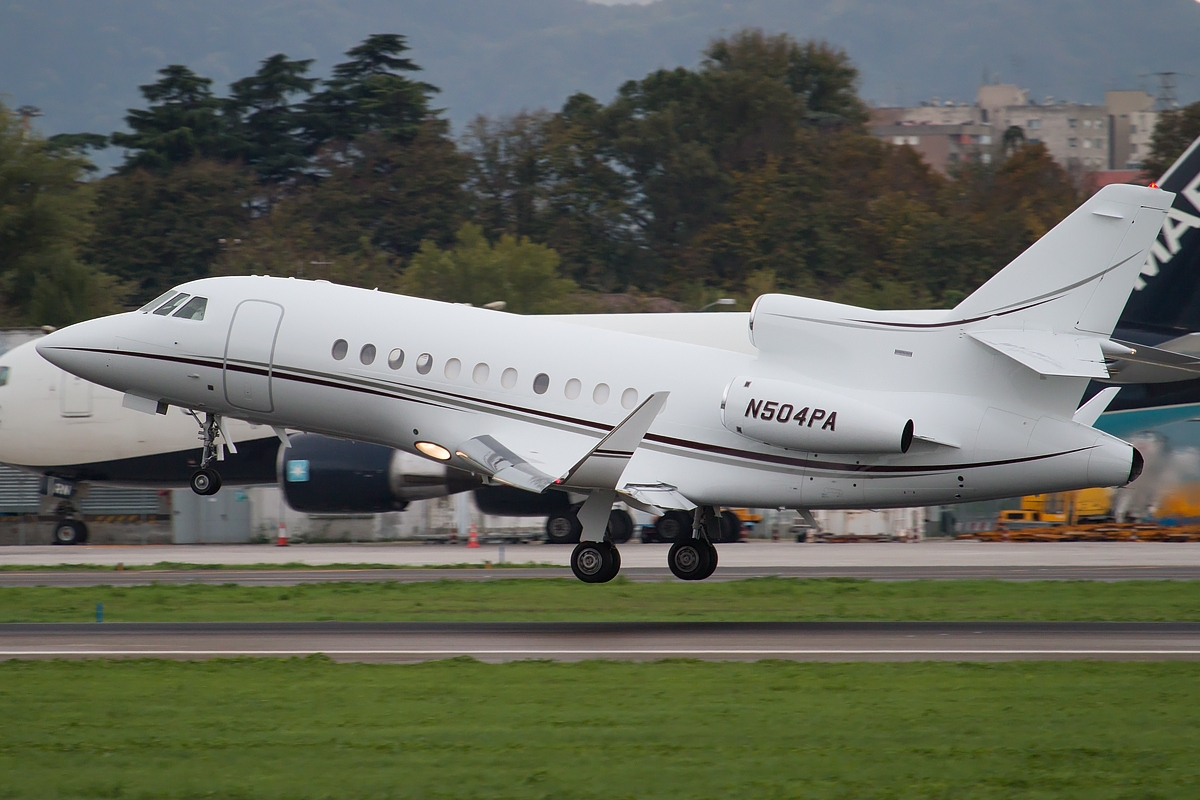
Частный Falcon 900 в аэропорту Гульельмо Маркони

### Гражданские операторы
Широкий круг частных владельцев, предприятий и небольших авиакомпаний эксплуатируют Falcon 900. 

### Военные операторы
Некоторые из военных операторов
 Боливия — ВВС Боливии, один самолет используется как президентский.
 Венесуэла — ВВС Венесуэлы.
 Швейцария — ВВС Швейцарии. Самолет версии 900EX EASy II был передан правительством Монако.
 Франция — ВВС Франции.
 Великобритания — ВВС Великобритании. 2 самолета в версии 900LX были приобретены в 2022 году.
 Италия — ВВС Италии. 5 самолетов Falcon 900EX на службе с 2005 года.
 Япония — Береговая охрана Японии.
 Германия — Федеральная разведывательная служба Германии.
 Объединенные Арабские Эмираты — ВВС ОАЭ.
 Испания — ВВС Испании.

## Аварии и происшествия
- 14 сентября 1999 года самолёт Falcon 900B (регистрация SX-ECH), выполнявший рейс авиакомпании Olympic Airways для правительства Греции, заходил на посадку в Бухаресте, когда автопилот отключился и произошло несколько резких манёвров, вызванных действиями пилотом. В результате удара непристёгнутых пассажиров о салон и мебель самолёта семь пассажиров получили смертельные ранения, двое получили серьёзные травмы, ещё двое получили лёгкие ранения. Среди жертв был Яннос Кранидиотис, тогдашний заместитель министра иностранных дел Греции[9]
- 13 февраля 2021 года у частного самолёта Falcon 900EX (регистрация N823RC) сломалось шасси после прерванного взлёта в  аэропорту Монтгомери-Гиббс в Калифорнии. Хотя самолёт получил значительные повреждения, все пять пассажиров на борту не пострадали. Экипаж пояснил, что во время попытки взлёта капитан приложил противодавление к штурвалу, но носовая часть самолёта не смогла повернуть во взлётное положение. После нескольких попыток капитан решил отказаться от взлёта, уменьшив тягу и применив максимальное торможение. В результате самолёт вылетел за пределы взлётно-посадочной полосы, и шасси разрушилось на гравийной поверхности. Расследование показало, что у капитана не было действующей лицензии пилота из-за экстренного отзыва его FAA двумя годами ранее. Этот отзыв произошёл из-за того, что капитан фальсифицировал записи в бортовом журнале и записи о проверках квалификации пилотов и учебных мероприятиях[10].
- 2 сентября 2024 года в рамках санкций против Венесуэлы власти США конфисковали личный Dassault Falcon 900 президента Венесуэлы Николаса Мадуро. Самолёт был конфискован в Доминиканской Республике и переведён в аэропорт во Флориде. По заявлению генпрокурора США Меррика Гарланда: «Минюст США конфисковал самолёт, нелегально приобретённый за $13 млн. через подставную компанию и контрабандой вывезен из США с целью использования Мадуро и его сообщниками»[11].

## Технические характеристики
- Размах крыла, м — 19,33
- Длина самолёта, м — 20,21
- Высота самолёта, м — 7,55
- Площадь крыла, м² — 49,00
- Масса максимальная взлётная, кг — 22225
- Тип двигателя 3 ТРДД AlliedSignal TFE731-5BR
- Тяга, кгс — 3×2150
- Крейсерская скорость, км/ч — 915,6
- Практическая дальность, км — 8334
- Практический потолок, м — 15550
- Экипаж, чел. — 2
- Полезная нагрузка — 8-19 пассажиров

## Топливо
Ёмкость топливных баков — 10 769 л или 8648 кг:
- Левый и правый баки по 3422 л (2748 кг)
- Передний и задний фюзеляжные баки: 3925 л (3152 кг)

Общее количество топлива в баках и трубопроводах: 10 836 л (8702 кг)

Расходуемое топливо: 10 769 л (8648 кг)

Не расходуемое топливо: 67,2 л (54 кг)